# Koszykarz smugosterny
Koszykarz smugosterny (Asthenes maculicauda) – gatunek małego ptaka z rodziny garncarzowatych (Furnariidae). Występuje w środkowej części zachodniej Ameryki Południowej w dwóch odrębnych populacjach w Peru, Boliwii i Argentynie. W Czerwonej księdze gatunków zagrożonych IUCN klasyfikowany jest jako gatunek najmniejszej troski (LC, ang. Least Concern).

## Systematyka
Takson ten po raz pierwszy zgodnie z zasadami nazewnictwa binominalnego opisał niemiecki ornitolog Hans von Berlepsch w 1901 roku na łamach „Journal für Ornithologie”. Autor nadał ptakowi nazwę Siptornis maculicauda, a jako miejsce typowe podał Iquico w okolicach La Paz w Boliwii. Badania molekularne opublikowane w 2011 roku wykazały, że koszykarz smugosterny jest najbliżej spokrewniony z koszykarzem peruwiańskim Asthenes virgata i koszykarzem kreskowanym Asthenes flammulata. Koszykarz smugosterny jest gatunkiem monotypowym.

### Etymologia
- Asthenes: gr. ασθενης asthenes „nieistotny, mało znaczący”, od negatywnego przedrostka α- a-; σθενος sthenos „siła, moc”[10].
- maculicauda: łac. macula plamisty, łaciaty, cętkowany, łac. cauda ogon[11].

## Morfologia
Mały ptak o brązowych tęczówkach. Dziób długi i cienki, żuchwa bladobiałoszara czasami z ciemniejszym czubkiem, górna szczęka od szarej do ciemnoszarej. Nogi i stopy oliwkowe lub oliwkowozielone. Ma czoło w kolorze rdzawym, szczyt głowy czarnobrązowy z wyraźnymi rudawymi pręgami, tył głowy oraz górne części ciała: grzbiet i zad ciemnobrązowe z rudawymi pręgami. Twarz płowa z ciemnym kantarkiem i ciemnobrązowym paskiem ocznym. Gardło i podgardle blade szarobrązowe. Brak na nim charakterystycznej dla większości gatunków z rodzaju Asthenes plamy. Brzuch jasnobrązowy, boki z ciemnobrązowymi smugami rozchodzącymi się od piersi, pokrywy podogonowe jasnobrązowe z niewyraźnymi nieco ciemniejszymi smugami.  Skrzydła ciemnobrązowe z rdzawymi brzegami. Pokrywy nadogonowe oraz środkowe sterówki z charakterystycznym wzorem pręg od rudawych do rudawobrązowych. Pozostałe sterówki ciemnobrązowe ze zmienną ilością oliwkowobrązowych i rdzawych pręg oraz plam na obrzeżach. Nie występuje dymorfizm płciowy. Młode osobniki mają matowe czoło, mniej wyraźny wzór na ogonie oraz są bardziej nakrapiane na dolnych częściach ciała. Długość ciała 17 cm, masa ciała – 19 g.
Wymiary szczegółowe:
|                       | Samica | Samiec  |
| --------------------- | ------ | ------- |
| Długość skrzydła (mm) | 59     | 60–64   |
| Długość ogona (mm)    | 75     | 85      |
| Długość dzioba (mm)   | 15,5   | 15,5–16 |

## Zasięg występowania
Koszykarz smugosterny występuje w dwóch odrębnych populacjach. Jedna w bardzo zawężonym obszarze w Andach południowego Peru (region Puno) i północnej Boliwii (departamenty La Paz, Cochabamba). Druga w najbardziej południowej części departamentu Tarija w Boliwii i w północnej Argentynie w prowincjach: Jujuy, Salta, Tucumán i Catamarca. Zasięg występowania (EOO, Extent of Occurrence) według szacunków organizacji BirdLife International obejmuje około 464 tys. km². Występuje zazwyczaj w zakresie wysokości od 3000 do 4300 m n.p.m., ale lokalnie spotykany jest nieco niżej do 2250 m n.p.m.

## Ekologia i zachowanie
Jego głównym habitatem są wysokie kępy traw w formacjach roślin paramo często przemieszane z niewielkimi krzewami. Długość pokolenia jest określona na 3,8 roku. Ptak ten występuje pojedynczo lub w parach. Nie ma wielu informacji o diecie tego gatunku, prawdopodobnie składa się głównie z owadów. Ptak ten podejmuje pokarm głównie z ziemi w trawach, jednak był obserwowany polujący na owady w locie.

### Rozmnażanie
Nie ma informacji o rozmnażaniu tego gatunku. Także gniazda i jaja tych ptaków nie zostały dotychczas opisane.

## Status
W Czerwonej księdze gatunków zagrożonych IUCN koszykarz smugosterny jest uznawany za gatunek najmniejszej troski (LC, ang. Least Concern). Wielkość populacji nie jest oszacowana, a gatunek ten opisywany jest jako rzadki. BirdLife International nie ocenia liczebności populacji z powody braku wystarczających danych do jej oszacowania, a gatunek ten opisywany jest jako rzadki. Zakłada się, że populacja maleje z powodu utraty i degradacji naturalnych siedlisk.